# Nordhorn (Gütersloh)

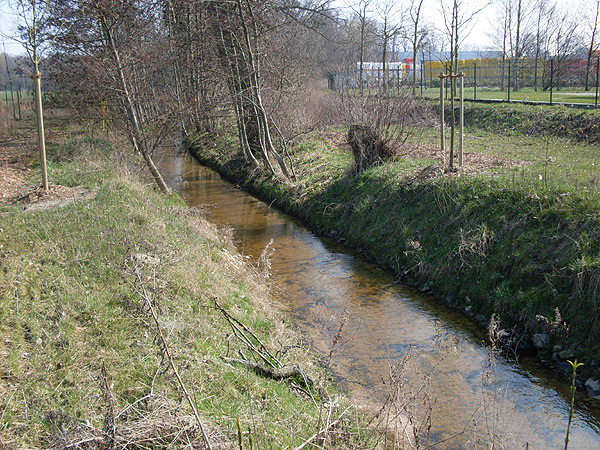
Der Schlangenbach durchfließt Nordhorn in ost-westlicher Richtung.

Nordhorn ist ein Stadtteil der ostwestfälischen Kreisstadt Gütersloh in Nordrhein-Westfalen.

## Geschichte
Nordhorn wurde erstmals 1088 als „Northornon“ in der Herzebrocker Heberolle erwähnt. Der Name bezieht sich vermutlich auf die Lage der Bauerschaft im nördlichsten Teil der Herrschaft Rheda.
Eine Keimzeile der Bauerschaft war der Meierhof Nordhorn, der dort stand, wo sich heute das Nordbad befindet. Von 1843 bis 1910 gehörte Nordhorn zur Gemeinde Gütersloh-Land im Amt Gütersloh, bevor diese in die Stadt Gütersloh eingemeindet wurde.
In Nordhorn entwickelte sich kein eigenständiges Dorfzentrum. Der Bau der preußischen Chaussee 1822 (heute B 61) zerschnitt die Bauerschaft in einen Nordost- und einen Südwest-Teil, was durch die parallel verlaufenden Gleise der 1847 eröffneten Strecke der Köln-Mindener Eisenbahn verstärkt wurde. Schon früh profitierte die Bauerschaft allerdings vom Wachstum der Kernstadt Gütersloh und der guten Verkehrsanbindung (Bahnhöfe der Köln-Mindener- und der Teutoburger-Wald-Eisenbahn). Östlich der Bahnlinie entstand bis zum Ersten Weltkrieg ein Industrieviertel. So siedelten sich in Nordhorn zahlreiche Unternehmen wie Miele und die Seidenweberei Bartels an, in deren Umfeld sich Wohnsiedlungen entwickelten.
Speziell der Bereich entlang der B 61 ist heute deutlich von Gewerbeflächen geprägt. Die ehemalige Kulturlandschaft des 19. Jahrhunderts ist so nahezu vollständig verloren gegangen. Anders als in anderen Stadtteilen Güterslohs ist in Nordhorn das Stadtteil-Bewusstsein der Bevölkerung nur gering bis gar nicht ausgeprägt.
Zu den neueren Freizeit- und Erholungseinrichtungen auf Nordhorner Gebiet gehören das Nordbad, der Mohns Park und die Grünanlage Schlingbrede.
Eines von drei islamischen Gemeindezentren im Gütersloher Stadtgebiet ist die Selimiye-Moschee in Nordhorn.

## Baudenkmäler
Die wirtschaftliche Entwicklung der ehemaligen Bauerschaft dokumentieren einige Industriedenkmäler unter den Baudenkmälern der Stadt Gütersloh, darunter der Wasserturm der Firma Miele, Wasserkran und Prellböcke auf dem TWE-Bahnhof, die ehemalige Nudelfabrik C. H. Diestelkamp und der Kugelgascontainer der Stadtwerke Gütersloh.

## Persönlichkeiten
- Ernst Kleßmann (1899–1986), evangelischer Pfarrer